# Rückbindung

Sigma-Bindung (links), im Vergleich zur pi-Rückbindung (rechts).

Rückbindung oder auch Rückgabebindung ist ein Begriff aus der Molekülorbitaltheorie, der sich auf die Bindungsverhältnisse in Komplexen von Übergangsmetallen bezieht. Prinzipiell sind je nach Art des Zentralatoms und der Liganden σ-, π- und δ-Rückbindungen möglich, die zusammen mit σ- und π-Hinbindungen auftreten können. Damit gleichbedeutend sind die Begriffe σ-, π- und δ-Akzeptorbindungen, bzw. σ- und π-Donatorbindungen. Vor allem π-Rückbindungen spielen eine bedeutende Rolle in der Komplexchemie.
Eine π-Rückbindung liegt vor, wenn das zentrale Metallatom durch σ-Hinbindungen der Liganden einen Ladungsüberschuss aufweist und dieser kompensiert wird, indem die π-Akzeptor-Liganden (auch π-Säure-Liganden) mit umstrukturierbaren Mehrfachbindungen Elektronen aus den d-Orbitalen des Zentralatoms aufnehmen. Formal kann dieser den Komplex stabilisierende Ladungsausgleich mit mesomeren Grenzformeln beschrieben werden, wobei das Metallatom eine Anzahl von Außenelektronen gemäß der 18-Elektronen-Regel anstrebt. Derartige π-Rückbindungen treten normalerweise bei Übergangsmetallen mit niedrigen Oxidationsstufen (0 oder negativ) auf.
So erfolgt z. B. beim Nickeltetracarbonyl Ni(CO)4 durch Überlappung eines besetzten σ-Orbitals des CO-Moleküls mit einem leeren d-Orbital des Metallatoms eine Ladungsübertragung vom Liganden auf das Zentralatom. Außerdem steht mit dem π*-Orbital am CO-Molekül ein energetisch niedrig liegendes unbesetztes π-Molekülorbital zur Verfügung, das mit einem besetzten d-Orbital vom π-Typ des Zentralatoms eine Elektronenakzeptor-π-Bindung ausbilden kann. Gleichzeitig ist damit eine Elektronenübertragung vom Zentralatom zum Liganden verbunden, was sich auch an der Änderung der Formalladung für Ni von 4− (ohne π-Rückbindung) zu 0 (mit π-Rückbindung) ersehen lässt.
Durch die Besetzung antibindender Ligandenorbitale des π-Akzeptors wird beispielsweise die Bindungsordnung des CO etwas erniedrigt, was in vielen Carbonylkomplexen zu einer Verlängerung des Atomabstands C-O von 112,8 pm auf 115 pm führt. Typische π-Akzeptor-Liganden sind Cyanid C≡N−, Kohlenmonoxid C≡O, Fulminat C≡N–O−, Isonitrile C≡N–R, Acetylenid C≡C2− und das Nitrosylkation N≡O+.